# Jangce
Jangce (kineski Chang Jiang; prevedeno Duga rijeka) je najduža rijeka u Aziji i treća najduža na svijetu (iza Amazone i Nila). Rijeka je duga oko 6.300 km i teče samo u Kini. Tradicionalno predstavlja granicu između sjeverne i južne Kine.
Na rijeci je postavljeno više brana i hidroelektrana, među njima najveća na svijetu hidroelektrana Tri klanca.
Izvire u Tibetu, na nadmorskoj visini 5 042 m, teče među gorama jugoistočne Kine, kanjonima dolazi do poplavnih ravnica i kod Šangaja izlijeva se u Istočno kinesko more. 
Rijeka ima ogromno porječje (18,9% riječne mreže Kine). Na ravnicama oko nje, živi 400 milijuna ljudi te se uzgaja dvije trećine riže u Kini. Česte poplave, uzrokuju velike štete. 
Slovenski plivački ultramaratonac Martin Strel prvi je čovjek, koji je preplivao cijeli Jangce 2004. godine. Trebao mu je 51 dan.